# Fiori musicali (Barockorchester)
Fiori musicali (Italienisch ‚Musikalische Blüten‘) war ein Barockorchester, das sich der Historischen Aufführungspraxis widmete.

## Geschichte
Das Ensemble wurde 1978 von Thomas Albert (* 1953) gegründet. Den Kern bildeten Musiker aus dem Raum Bremen, der um internationale Künstler erweitert wurde. Der Name des Ensembles (‚Musikalische Blüten‘) war ein beliebter Titel frühbarocker Kompositionssammlungen, wie beispielsweise der Fiori musicali von Girolamo Frescobaldi (1635), und diente als Programm: So widmete sich das Ensemble zunächst der italienischen Violinmusik der Zeit Monteverdis in solistischer, kleiner und mehrchöriger Besetzung. Zu den Gründungsmitgliedern gehörten neben Thomas Albert (Barockvioline) Niklas Trüstedt (Viola da gamba), Stephen Stubbs (Barocklaute) und Gerhard Kastner (Continuo). Von 1980 bis 1982 war Cleveland Johnson Continuo-Spieler. Es folgte Orchestermusik von Muffat, Corelli und Vivaldi. Später wurde das Orchester um Bläser erweitert und widerspiegelte die Besetzung barocker fürstlicher Kapellen.
Fiori musicali gab in vielen Ländern Westeuropas und den USA Konzerte. Als eines der ersten Barockensembles legte es die mitteltönige Stimmung zugrunde und führte die Grands Motets von Henry Desmarest in der Chapelle de Versailles im französischen tiefen Kammerton auf. Die Konzerte mit der Groningse Bachvereniging bildeten wichtige Stationen für die Alte-Musik-Bewegung in den Niederlanden: Bachs Johannes-Passion (1979) und Händels Israel in Egypt (1984).
Auf dem Programm standen auch Kantaten des norddeutschen Barock: das Gesamtwerk von Georg Böhm, Nicolaus Bruhns, Franz Tunder und Vincent Lübeck. Das Jüngste Gericht von Buxtehude wurde zum ersten Mal in der Neuzeit wieder aufgeführt, ebenso wie andere Barockopern, darunter Händels Almira und Rameaus La Guirlande und Castor et Pollux sowie Keisers Masaniello furioso.
Die letzten CD-Einspielungen erfolgten Ende der 1990er Jahre, die letzten Konzerte fanden im Jahr 2001 statt. Das Ensemble ist nicht mit dem gleichnamigen britischen Ensemble unter Leitung von Penelope Rapson zu verwechseln.

## Diskografie
- Sonaten und Suiten des 17. Jahrhunderts. 1981, Recreation TGS 301. LP (Werke von Schwartzkopff, Erlebach und Krieger)
- Italienische Solomusik um 1630. Toccate – Canzone – Sonate. 1982, Recreation TGS 302. LP (Werke von Castello, Fontana, Merulo, Piccinini, Frescobaldi)
- Johann Sebastian Bach: Solokantaten. 1988. Dabringhaus und Grimm, MD+G L 3297. CD (BWV 56 und 82 mit Harry van der Kamp)
- Johann Sebastian Bach: Johannes-Passion. 1979. LP (mit Marjanne Kweksilber, Charles Brett, Marius van Altena, Harry Geraerts, Max van Egmond, Harry van der Kamp, Groningse Bachvereniging)
- Georg Friedrich Händel: Israel in Egypt. 1979. LP (mit Mieke van der Sluis, Hedwig van der Meer, John York Skinner, Theo Altmeyer, Peter Kooy, Harry van der Kamp, Groningse Bachvereniging)
- Henry Desmarest: Deux grands motets lorrains. 1983. Erato, STU 71511 REC 350. LP (mit Barbara Schlick, Mieke van der Sluis, Harry Geraerts, Harry van der Kamp)
- Vincent Lübeck: Sämtliche Kantaten. 1986. Motette, CD 50181 (David Cordier, Graham Pushee, Harry Geraerts, Harry van der Kamp; New College Choir Oxford)
- Vom Himmel hoch: Weihnachtliche Kantaten und Motetten Norddeutscher Meister. 1989. Ars Musici, AME30062. CD (mit dem Knabenchor Hannover, Harald Vogel)
- Reinhard Keiser: Masaniello furioso. Dramma musicale. 1993. cpo 999110-2. CD (mit David Cordier, Wilfried Jochens, Harry van der Kamp, Hein Meens, Barbara Schlick, Dorothea Röschmann, Michael Schopper, Jelle Dreyer, Winfried Mikus)
- Georg Friedrich Händel: Almira. cpo. 1998. CD (mit Ann Monoyios, Patricia Rozario, Linda Gerrard, David Thomas, Douglas Nasrawi, Jamie MacDougall, Olaf Haye, Christian Elsner)
- Johann David Heinichen: Dresden Wind Concertos. 1999. cpo, 999637-2 (mit Laurence Dean, Martin Stadler, Hariett Herrle)